# 乙醛氨三聚体
乙醛氨三聚体是一种化合物，化学式为(CH3CHNH)3。纯乙醛氨三聚体样本是无色的，但可能因氧化而呈浅黄色或浅褐色。它具吸湿性，通常以三水合物的形式存在。
顾名思义，乙醛氨三聚体是由乙醛与氨反应产生而来的三聚体：
3 CH3CHO  +  3  NH3  →  (CH3CHNH)3  +  3  H2O
使用核磁共振波谱法的研究表明三个甲基在平向（equatorial）位置，因此该分子有C3v点群对称。
这个化合物与六亚甲基四胺有关。六亚甲基四胺是氨和甲醛的缩合产物。